# Понте Нова (Болцано)
Понте Нова је насеље у Италији у округу Болцано, региону Трентино-Јужни Тирол.
Према процени из 2011. у насељу је живело 123 становника. Насеље се налази на надморској висини од 867 м.